# Kostel Nanebevzetí Panny Marie (Nová Včelnice)
Římskokatolický kostel Nanebevzetí Panny Marie vznikl v roce 1786 přestavbou ze stávající renesanční kaple, která v něm byla ponechána jako sakristie.
Chrám je dominantou náměstí T. G. Masaryka v Nové Včelnici. Stavba i s věží je velmi dobře zachována a uvnitř obsahuje originál sochy Panny Marie z mariánského sloupu z roku 1700, který stojí na Masarykově náměstí osazen kopií původní sochy z roku 1920.
Na východní straně je kamenná okrouhlá rotunda (nyní vlastně apsida původní renesanční centrály), z niž vyrůstá pět stěn osmiúhelníku poněkud vybočeného. Zdi končí mělkou římskou bez profilování. Z obou stran jsou přístavky. Na straně evangelní je přistavěna sakristie a na straně epištolní malá místnost pro vrchnost, která tam bývala přítomna bohoslužbám. Místnost je spojena oknem s chrámovou lodí. Následuje pak novější část kostela stavěná na základech ze smíšeného zdiva.
Před kostelem býval ještě za První republiky bludný kámen, údajně ze základů původní stavby, zaniklý pravděpodobně koncem druhé světové války.
Chór a varhany spočívají na románské klenbě. Tato část je typicky novorománská s mohutnými cihlovými sloupy a pilastry bez patek. Hrany sloupů jsou otupeny. Hlavice je deskovitá, románsky profilovaná.
Ve středu západního průčelí stojí dvoupatrová věž. Fasáda prvního poschodí je horizontálně profilována. V prvním poschodí je věž fasádně zúžena. Fasáda druhého poschodí je hladká, znázorňující pouze na okrajích vazbu rohových kvádrů.
Vlastní věž je průnik dvou jehlanů. Spodní jehlan je čtyřboký o poměrně nízké výšce, horní jehlan pak osmiboký o menší základně, stavěný průčelně s jehlanem spodním. Věž je zakončena jednou hlavicí, z níž vyrůstá jednoduchý latinský kříž.
Kříž má výšku 2,80 m a šířku 1,30 m, váží 47 kg. V jedné z kopulí byl uložen pamětní spis z roku 1893. V té době se věž opravovala. V červnu 1985 byla dokončena oprava střechy nad presbytářem, v srpnu 1986 vyměněno všech 17 oken v kostele. Okna jsou dvojitá, vyrobil je tehdejší národní podnik Památky v Pelhřimově. V roce 1988 byla opravena střecha sakristie. V roce 1991 byla provedena oprava střechy.
Opravený kostel Nanebevzetí Panny Marie v Nové Včelnici slouží věřícím v širokém okolí jako cíl jejich poutních cest. Je funkční pro mše, křty, svatby i poslední rozloučení.